# Кампелуш
Кампе́луш (порт. Campelos)  —  район (фрегезия) в Португалии,  входит в округ Лиссабон. Является составной частью муниципалитета Торриш-Ведраш. По старому административному делению входил в провинцию Эштремадура. Входит в экономико-статистический  субрегион Оэште, который входит в Центральный регион. Население составляет 2708 человек на 2001 год. Занимает площадь 24,20 км².
Покровителем района считается Антоний Падуанский (порт. Santo António).

## История
Район основан в 1945 году